# Avril Williams
Pas d'image ? Cliquez ici

a Compétitions nationales et continentales officielles uniquement.

b Matchs officiels uniquement.
Dernière mise à jour le 24 février 2023.
Avril Percy Williams, né le 10 février 1961 à Paarl, est un joueur sud-africain de rugby à XV. Il joue au poste d'ailier, et représente l'équipe d'Afrique du Sud en 1984.

## Biographie
Avril Williams est entré dans l'histoire en 1984 en devenant le deuxième joueur de couleur, après Errol Tobias en 1981, à porter les couleurs de l'équipe nationale sud-africaine. Lors des deux sélections qu'il connaît (contre l'Angleterre), les deux joueurs sont d'ailleurs alignés ensemble. Avril Williams est l'oncle du troisième joueur de couleur à jouer pour les Springboks, Chester Williams, sacré champion du monde en 1995.

## Statistiques en équipe nationale
- 2 sélections en 1984 contre l'Angleterre